# Antoni Piwarski
Antoni Piwarski (ur. 31 maja 1868 w Krakowie, zm. 9 grudnia 1929 tamże) – księgarz, nakładca.

## Życiorys
Ukończył szkołę handlową w Krakowie. Po odbyciu praktyki w księgarni Władysława Miłkowskiego pracował w księgarni Stanisława Andrzeja Krzyżanowskiiego opiekując się działem nut. W 1897 roku założył księgarnię muzyczną, która mieściła się w kamienicy na ulicy św. Jana 3. Jego wspólnikami byli Jan Drozdowski i Teodor Gieszczykiewicz. Po wycofaniu się ze spółki Drozdowskiego księgarnia zmieniła nazwę na Antoni Piwarski i spółka. Księgarnia Muzyczna i Wypożyczalnia Nut. Przy księgarni funkcjonowała wypożyczalnia nut.
W 1903 roku księgarnia otrzymała koncesją na księgarnię ogólnoasortymentową. Po śmierci Piwarskiego księgarnią zarządzał Gieszczykiewicz, który w 1931 roku odkupił prawa od spadkobierców i prowadził ją dalej pod własnym szyldem.
Nakładem księgarni wychodziły działa kompozytorów Młodej Polski: Karola Szymanowskiego, Ludomira Różyckiego, Franciszka Brzezińskiego, śpiewniki narodowe i ludowe oraz kościelne, zbiory kolęd, utwory do śpiewu solowego i szkoły gry na instrumentach.
Piwarski był przewodniczącym Gremium Księgarzy Zachodniej Małopolski i członkiem Koła Małopolsko-Wołyńskiego Związku Księgarzy Polskich. Był żonaty. Miał córki i synów. Został pochowany na Cmentarzu Rakowickim kwatera: JA, rząd: płn, miejsce: 1 razem z synem Kazimierzem.  